# 丰-圣马梅尔站
丰-圣马梅尔站是法国的一个铁路车站，位于法国加尔省的丰境内，因其靠近圣马梅尔迪加尔而得名。

## 位置
丰-圣马梅尔站位于丰的东部。车站大致呈南北走向，主站房位于铁路线东侧，但开口则朝西。

## 设施
丰-圣马梅尔站是一个乘降所，没有人工售票窗口和自动售票设施，在该站乘降的乘客需主动购票或使用通勤卡。
丰-圣马梅尔站的站内没有地下通道或天桥，前往下行方向（尼姆方向）需横穿铁路正线，因此该站存在一定的安全隐患。

## 停靠线路
以下列车线路在丰-圣马梅尔站停靠：
| 丰-圣马梅尔站列车线路表 |                      |                      |                      |                         |
| 线路                    | 车种                 | 上一站               | 下一站               | 大致运行频率            |
| 尼姆→克莱蒙费朗         |                      | 尼姆                 | 圣热涅斯德马勒瓜累斯 | 除周六外每天1趟（单向） |
| 尼姆→朗戈涅             | 尼姆                 | 圣热涅斯德马勒瓜累斯 | 每周一1趟（单向）    |                         |
| 纳博讷/尼姆→芒德        | 尼姆                 | 圣热涅斯德马勒瓜累斯 | 每天1趟（单向）      |                         |
| 阿莱斯→蒙彼利埃/纳博讷  | 圣热涅斯德马勒瓜累斯 | 尼姆                 | 每天1趟（单向）      |                         |
| 热诺拉克/阿莱斯—尼姆    | 圣热涅斯德马勒瓜累斯 | 尼姆                 | 每天4趟左右          |                         |
| 1. 2.                   |                      |                      |                      |                         |

## 配套交通

### 长途客车
| 停靠丰-圣马梅尔站附近的大巴车 |                       |                                                                    |
| 上下车地点                    | 运营单位              | 主要目的地                                                         |
| 丰桥 Pont                     | 加尔省城际客运 Edgard | - A12线：尼姆、雷迪尼昂、圣让德塞尔、昂迪兹、圣让杜加尔            |
| 丰-圣马梅尔站附近             | SNCF Car TER          | - 当铁路线施工或罢工时，SNCF可能也会提供途径该线路沿途站点的大巴车 |
| 1. 2. 3.                      |                       |                                                                    |

### 市内交通
丰-圣马梅尔站附近暂无城市公共交通线路。

### 社会车辆
丰-圣马梅尔站没有对应的社会车辆停车场，仅车站出入口处的道路旁可以停靠少量小型机动车。

## 临近车站
| 丰-圣马梅尔站（Gare de Fons - Saint-Mamert） |                      |          |
| 上行车站                                     | 线路                 | 下行车站 |
| 圣热涅斯德马勒瓜累斯站                       | 圣日耳曼沟－尼姆铁路 | 尼姆站   |
| - 本表仅显示运营中的线路及车站               |                      |          |